# Pseudoperomyia fagiphila
Pseudoperomyia fagiphila är en tvåvingeart som beskrevs av Jaschhof 2000. Pseudoperomyia fagiphila ingår i släktet Pseudoperomyia och familjen gallmyggor. Inga underarter finns listade i Catalogue of Life.